# Чалданка (станция)
Чалда́нка — железнодорожная станция главного хода Транссибе в составе Владивостокского отделения Дальневосточной железной дороги. Электрифицирована. Грузовые и пассажирские операции не производятся.
Расположена в Дальнереченском районе Приморского края, в 26 км севернее Дальнереченска.
Расстояние до узловых станций (в километрах): Хабаровск I — 327, Сибирцево — 259

## География
Автомобильная дорога к станции Чалданка идёт с севера от села Новостройка через село Каменушка (Пожарский район).